# Kleinberggroeve Noord

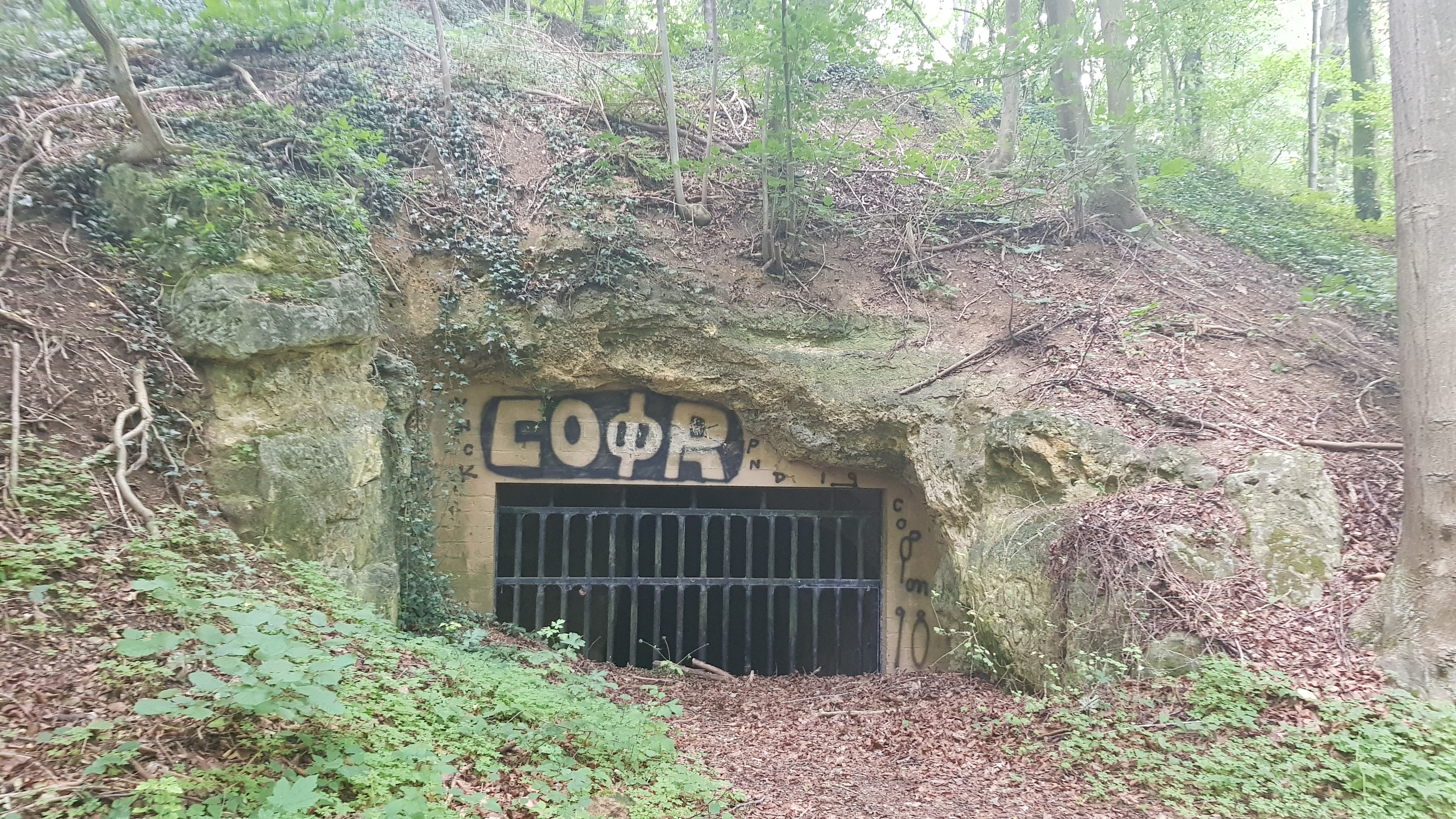
Kleinberggroeve Noord

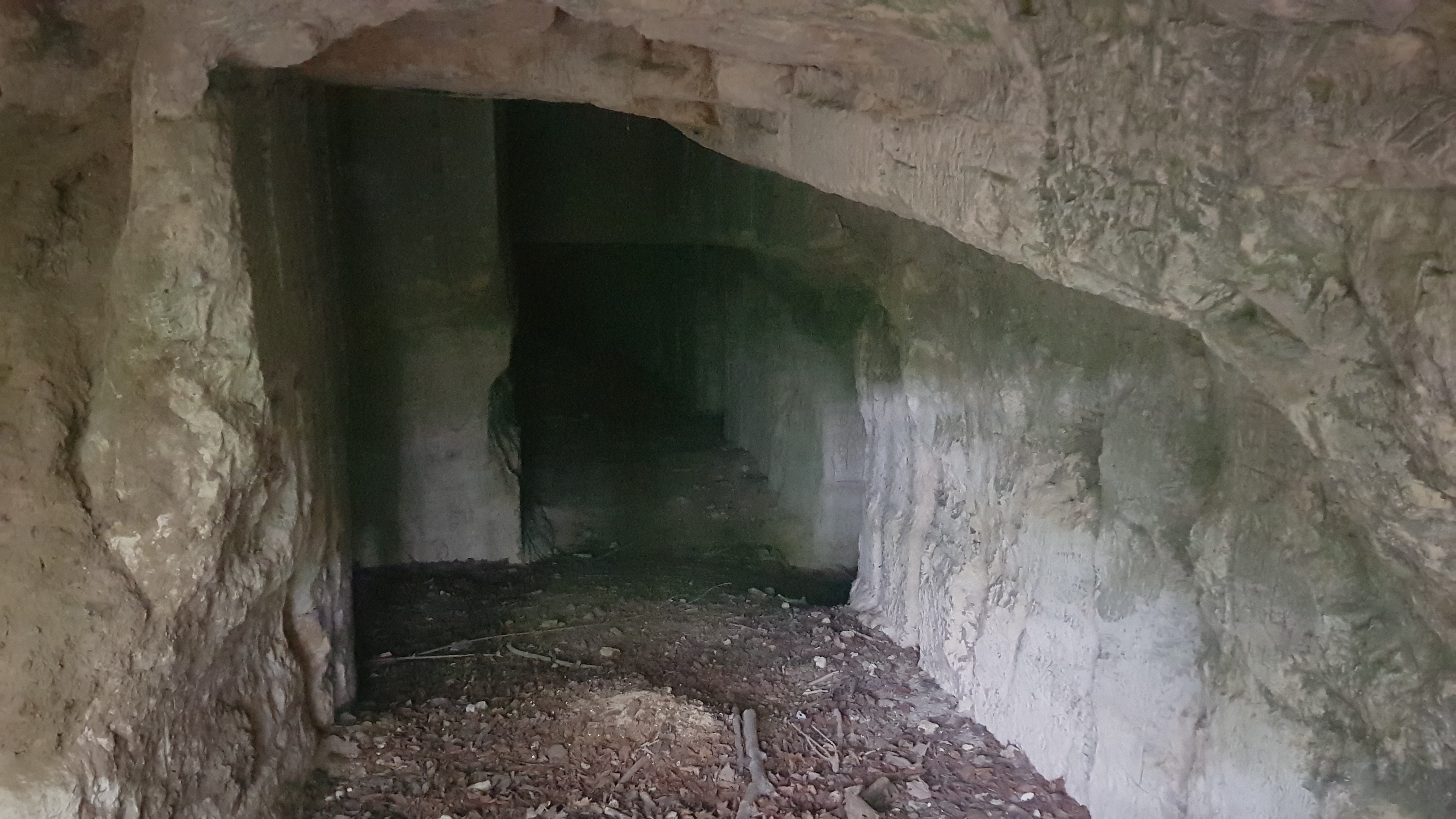
Zicht naar binnen in Kleinberggroeve Noord

De Kleinberggroeve Noord is een Limburgse mergelgroeve bij Cadier en Keer in de Nederlandse gemeente Eijsden-Margraten. De ondergrondse groeve ligt ten zuiden van de Heugemerweg, de weg van Cadier en Keer naar De Heeg, in de Mosterdberg in het noordelijke deel van het Savelsbos. De groeve ligt aan de westelijke rand van het Plateau van Margraten in de overgang naar het Maasdal. Ter plaatse duikt het plateau een aantal meter steil naar beneden.
Op ongeveer 100 meter naar het zuiden ligt de Kleinberggroeve Zuid, op ruim 400 meter naar het noorden liggen de Mosterdberggroeve Noord en Mosterdberggroeve Zuid en op respectievelijk ongeveer 250 en 350 meter naar het zuiden liggen de Groeve achter de Hotsboom en de Hotsboomgroeve.

## Geschiedenis
Reeds voor 1600 werd de groeve ontgonnen door blokbrekers gebruikt voor de winning van kalksteen.
Sinds 1953 is het Savelsbos inclusief het gebied van deze groeve in beheer van Staatsbosbeheer.

## Groeve
De groeve bestaat uit een geknikte hoofdingang met enkele zijgangen en heeft ongeveer een lengte van 80 meter.
De groeve-ingang is afgesloten met een hekwerk, zodat mensen er niet in kunnen maar vleermuizen en andere kleine dieren wel.

## Geologie
De groeve is uitgehouwen in de Kalksteen van Nekum, vlak onder de Horizont van Caster.